# Bilamperga
Ne doit pas être confondu avec Bilamperga-Peulh.
Bilampergaest une localité située dans le département de Bilanga de la province de la Gnagna dans la région Est au Burkina Faso.

## Géographie
Bilamperga se trouve à 5 km au sud-ouest de Bilanga (sur la route régionale 5) et de la route nationale 18.

## Santé et éducation
Le centre de soins le plus proche de Bilamperga est le centre de santé et de promotion sociale (CSPS) de Bilanga.
Le village possède deux écoles primaires publiques (dans le bourg et à Lamouna.